# Erechthias epomadia
Erechthias epomadia är en fjärilsart som beskrevs av Turner 1923. Erechthias epomadia ingår i släktet Erechthias och familjen äkta malar. Inga underarter finns listade i Catalogue of Life.